# Cherry model 2000
Cherry model 2000 – amerykański film fantastycznonaukowy z 1987 roku w reżyserii Steve'a De Jarnatta. Główne role grają Melanie Griffith i David Andrews.

## Obsada
- Melanie Griffith – E. (Edith) Johnson
- David Andrews – Sam Treadwell
- Tim Thomerson – Lester
- Pamela Gidley – Cherry model 2000
- Harry Carey Jr. – Snappy Tom
- Ben Johnson – Sześciopalczasty Jake
- Brion James – Stacy
- Marshall Bell – Bill
- Laurence Fishburne – prawnik Glu Glu
- Michael C. Gwynne – Slim
- Jack Thibeau – Stubby Man
- Jennifer Balgobin – Glory Hole Clerk